# 人民共和連合
人民共和連合（じんみんきょうわれんごう、仏: Union Populaire Républicaine）は、ローマ条約の調印50周年にあたる2007年3月25日にフランソワ・アスリノによって結成されたフランスの政党。結党理念として欧州連合、ユーロ、北大西洋条約機構からの離脱を掲げ、直接民主制を採り入れることを提唱している。また、全国抵抗評議会の政策をモデルに、公共サービス、公共インフラの増強を掲げる。
公式サイトへのアクセス数とユーチューブチャンネルの登録者数、視聴回数は、フランスの政党では最も多く、党員の数は3番目に多い。
2018年のメーデーでは3500人を、2019年には5000人を集めたデモ行進がパリで行われた。2018年5月27日には、全国抵抗評議会の設立75周年を記念して新しく設立された本部で集会が開かれた。

## EU脱退の必要性
フランスを含む欧州連合の加盟国は、欧州連合の機能に関する条約（TFEU）の120条、121条の規定により、財政・経済政策の立案権と行政権を欧州委員会に移譲している。TFEUの63条は資本の移動に制限をかけることを禁じていることから、工場などの生産手段が国外へと移転されたり、大資本家による脱税の原因にもなっている。TFEUの106条には、電力や水道事業、さらには鉄道などの公共サービスを段階的に民営化することが定められている。欧州連合の加盟国は基礎的財政収支の赤字を3%以内に抑えることを強要されていることと、フランスの場合はユーロにより、独自の通貨政策が行えないことから、財政出動による経済成長ができない状況に置かれている。
フランスの政界では、「欧州連合を変える（Changer l’europe）」、「別の欧州連合を（Une autre europe）」という標語が広く共有されているが、EUの条約を改正するには加盟国による全会一致（欧州連合条約48条）を必要とするため、統計的、現実的に不可能な状況にある。また欧州議会は、かつてのソ連の最高会議やドイツ帝国の帝国議会のように、権限を持たないお飾りの機関とされている（民主主義の赤字）。
欧州連合に関する条約は加盟国の国内法より優先されており、欧州司法裁判所はEUの条約を加盟国に守らせる義務がある。その実例として、遺伝子組換え作物の販売を許可するEUの法律を国内法に写す作業が遅れたことにより、1000万ユーロの罰金がフランスに課せられた。

## 政策[15]
- EU、ユーロ圏、NATOから離脱する。
- 如何なる軍事同盟へも加盟しない。
- ゴールドマン・サックスとJPモルガン・チェースの国内ガス市場への参入の禁止。
- 水道、電力、鉄道、高速道路、郵便、通信会社Orange、国の助成金を受ける銀行の国有化。
- 国会におけるロビー活動の禁止（国会内でのロビイストの立入を禁止する）。
- 最低賃金を月収1153ユーロから手取り1300ユーロに引き上げる。
- 月950ユーロの最低年金を設ける。
- 遺伝子組換え作物の禁止（家畜の餌含む）。
- メディアに財源元（スポンサー）を公表する義務を課す。
- シンクタンクに財源元（スポンサー）を公表する義務を課す。
- 憲法の改正は、国民投票で有権者の過半数が賛成した場合のみに限る（国会は改正する権利を持たない）。
- ドイツに存在するような違憲審査の権限を有する憲法裁判所の設置。
- 年金保険会社、多国籍企業によるマスメディアの支配の禁止を憲法に明記する。
- 電子投票の禁止を憲法に明記する。
- 憲法に明記されていた「国家転覆の謀議」(1993年に撤廃）と「共和国大統領の背任罪」(2007年に撤廃）の条文の復元。
- スイスのように、50万人の署名が集まった案件を国民投票で問い、その結果には強制力を持たせる。
- 白票が首位になった選挙は持越され、先の選挙の立候補者を除いて再選挙を行う（白票に不信任票としての価値を持たせる）。
- 議員の連続再選を一回までに限定する。
- 市町村合併を住民投票で賛成が勝った場合のみ認める（強制的な市町村合併を禁止する）。
- 内部告発者（エドワード・スノーデン、ジュリアン・アサンジュ等）の保護。